# Hans Tentije
Hans Tentije, pseudoniem van Johann Krämer (Beverwijk, 23 december 1944 – Alkmaar, 26 oktober 2023), was een Nederlands dichter, schrijver en leerkracht. Het cynisme - doordat de verwachtingen na de veelbelovende late jaren 60 niet ingelost werden - is een constante in zijn werk. Ook de avontuurlijke manier van leven was een terugkerend onderwerp in zijn latere werken. 
In opdracht van het Amsterdams Fonds voor de Kunst ontstond een samenwerking tussen Hans Tentije en kunstenaar Rob Verkerk, hij maakte schilderijen bij de bundel Hoe het leven geleefd wordt. 
Tentije overleed op 78-jarige leeftijd.

## Prijzen
Tentije ontving meerdere prijzen voor zijn dichtbundels, zo won hij in 1979 zowel de Van der Hoogtprijs als de Herman Gorterprijs voor Wat ze zei en andere gedichten. Ook zijn bundel Deze oogopslag werd in 2005 bekroond met de Guido Gezelleprijs van de stad Brugge. In 2017 werd de Constantijn Huygens-prijs aan hem toegekend voor zijn hele oeuvre. In 2023 ontving hij de Victoriefonds oeuvreprijs van de Stichting Cultuurprijs regio Alkmaar.